# ساموئل ریچارد دیویس
ساموئل ریچارد دیویس (انگلیسی: Samuel Richard Davies; ۹ نوامبر ۱۸۶۷ – ۱۷ فوریهٔ ۱۹۰۷) بازیکن فوتبال اهل پادشاهی متحد بریتانیای کبیر و ایرلند بود.
از باشگاه‌هایی که در آن بازی کرده‌است می‌توان به باشگاه فوتبال آ.ث. میلان اشاره کرد.